# 王震 (金朝)
王震（?—?），金朝宁海州文登县人。
他从事应进士考试的学业。母亲患有风疾，他把大腿上的肉割下来掺杂在饮食中，母亲病好了。母亲去世，哀哭过礼，眼睛生了膜障。服丧结束，眼睛没有治就好了，都说是孝感所致。朝廷特赐同进士出身，皇帝诏命他到尚书省拟注职任。